# Sphagnum semisquarrosum
Sphagnum semisquarrosum là một loài rêu trong họ Sphagnaceae. Loài này được (Russow) Lepage mô tả khoa học đầu tiên năm 1945.